# Mursa phtisialis
Mursa phtisialis är en fjärilsart som beskrevs av Achille Guenée 1854. Mursa phtisialis ingår i släktet Mursa och familjen nattflyn. Inga underarter finns listade i Catalogue of Life.